# لودميلا شفتشينكو
لودميلا شفتشينكو (بالأوكرانية: Шевченко Людмила Дмитрівна) (4 فبراير 1970 في روسيا - ) هي لاعبة كرة يد من أوكرانيا. شاركت في الألعاب الأولمبية الصيفية 2004.

## وصلات خارجية
- لودميلا شفتشينكو على موقع أوليمبيديا (الإنجليزية)